# Súlur
För andra betydelser, se Súlur (olika betydelser).
Súlur är en bergstopp i republiken Island. Den ligger i regionen Norðurland eystra, 240 km nordost om huvudstaden Reykjavík. Toppen på Súlur är 1 213 meter över havet.
Trakten runt Súlur är nära nog obefolkad, med mindre än två invånare per kvadratkilometer. Närmaste större samhälle är Akureyri, några kilomterer norr om Súlur. Trakten runt Súlur består i huvudsak av gräsmarker.

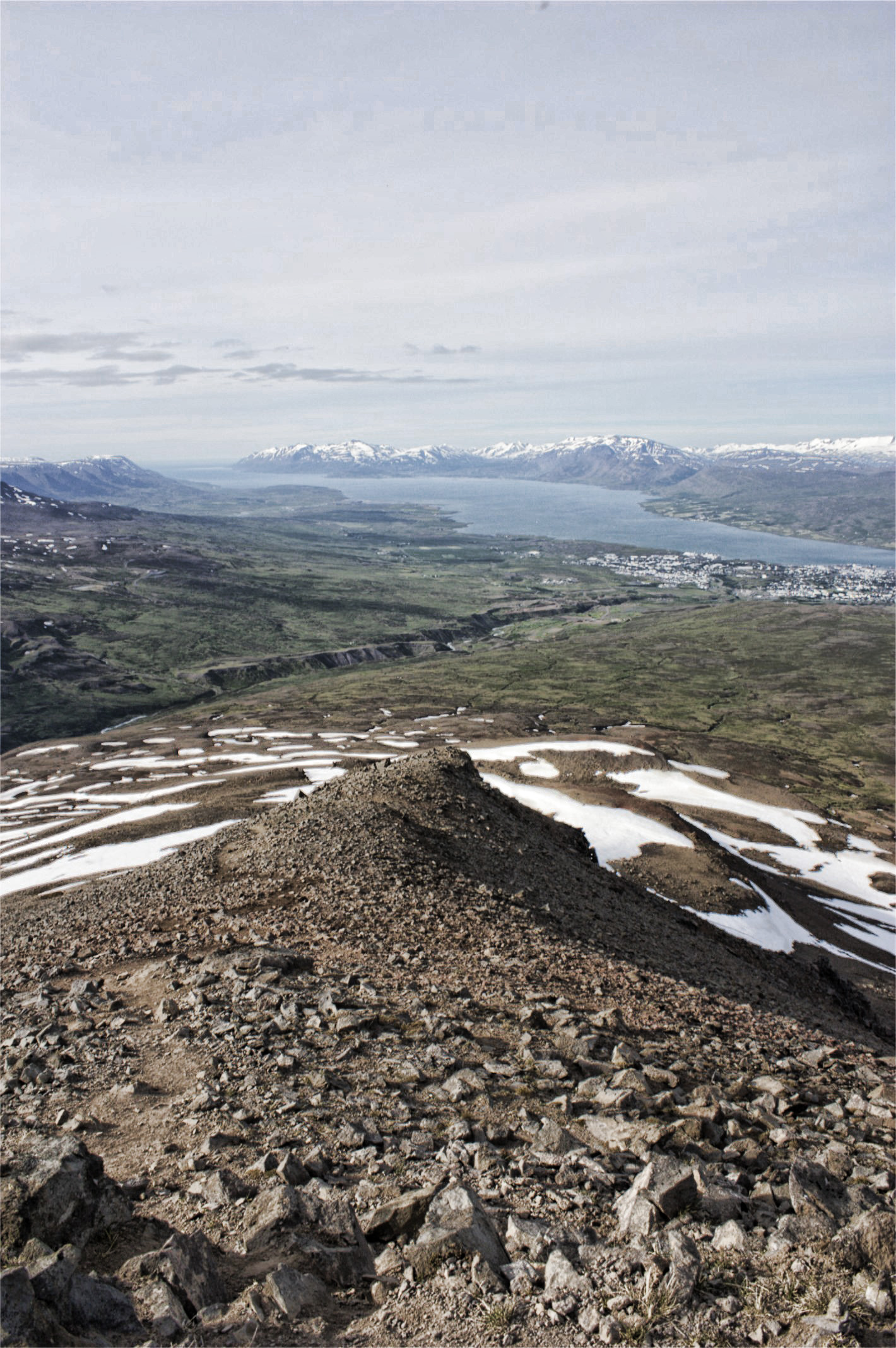
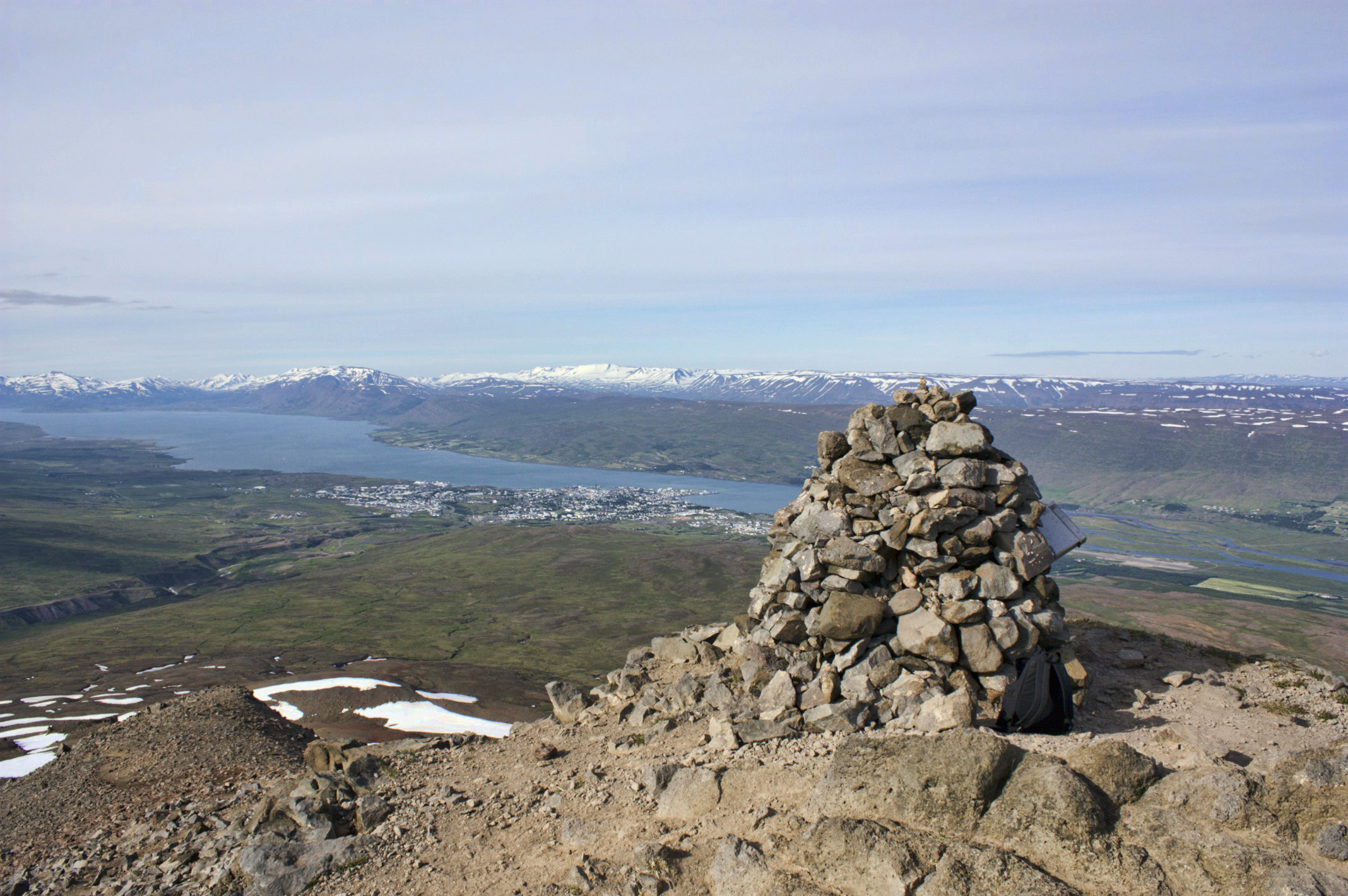
Toppen med Akureyri i bakgrunden
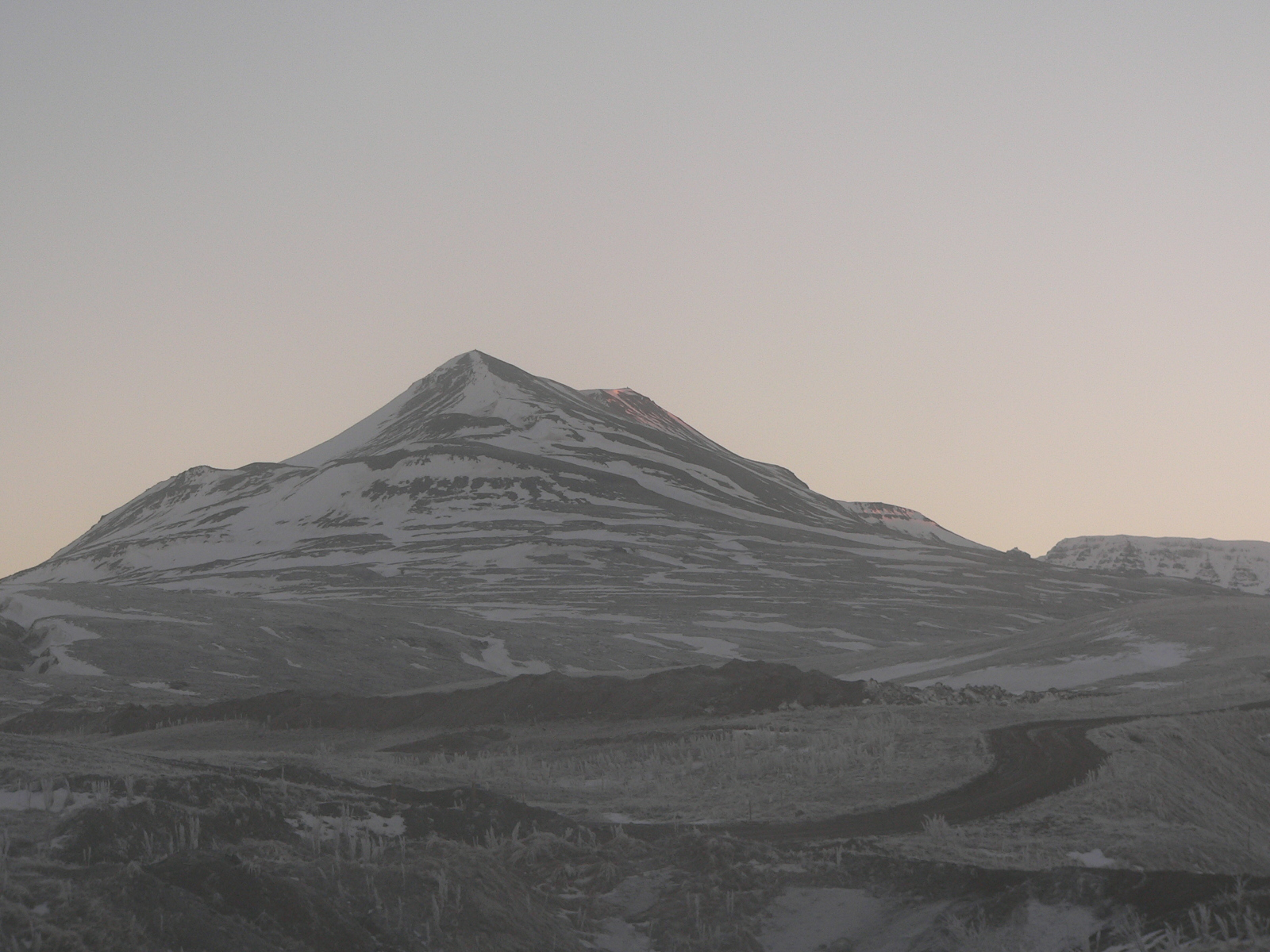
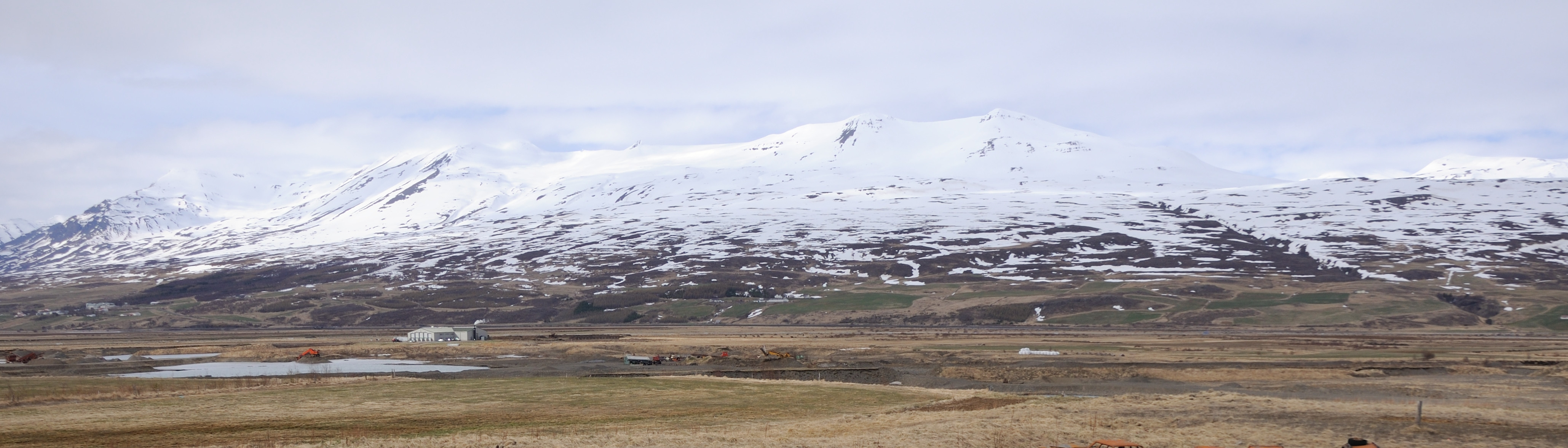
Från öster